# Battaglia di Bilbao
La battaglia di Bilbao (in spagnolo Batalla de Bilbao, in basco Bilboko gudua) si svolse nella primavera del 1937 nel quadro della Guerra del Nord durante la guerra civile spagnola.

## Situazione precedente
Bilbao era la capitale della comunità autonoma basca, stabilita dalla Repubblica con l'inizio della guerra. Tale autonomia venne concessa per ottenere il sostegno del nazionalismo basco nella guerra civile.
Nel settembre 1936, l'Euzko Gudarostea, l'esercito guidato dal neocostituito governo basco di José Antonio Aguirre e formato da battaglioni di diverse ideologie fedeli alla Repubblica, rimase schierato contro le truppe di Emilio Mola solo in Biscaglia e sul lato ovest di Gipuzkoa.
Il popolo basco, in Spagna, abita quattro province: Navarra, Álava, Gipuzkoa e Biscaglia: i nazionalisti baschi erano dominanti solo nelle ultime due.
Infatti in Navarra ed Alava si verificò una mobilitazione crescente contro la Repubblica, a favore dei nazionalisti, i quali conquistarono Gipuzkoa nella fase iniziale della guerra, dopo la caduta di San Sebastián, 13 settembre 1936.

## IlCinturón de Hierro

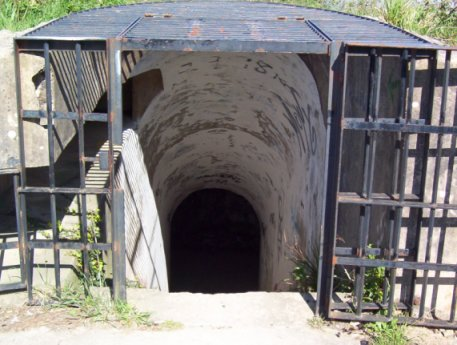
Una delle entrate del Cinturón sul Monte Artxanda

Per scongiurare la caduta di Bilbao e della Biscaglia, il governo basco iniziò la costruzione di una linea di difesa statica, una cintura di ferro, destinata a difendere Bilbao, seguendo le istruzioni del generale Alberto De Montaud Noguerol, la cui efficacia è stata lodata da alcuni e criticata da altri.
Comunque, come concezione militare, la strategia di difesa statica era similare a quella usata dal comando di Stato maggiore dell'esercito francese durante la prima guerra mondiale, condivisa poi dalla maggior parte degli Stati.

## La battaglia
L'ingegnere che costruì il Cinturon, Alejandro Goicoechea, tradì i repubblicani e consegnò ai nazionalisti il progetto della barriera per trovarne il punto debole.
I comandanti nazionalisti iniziarono a bombardare con artiglieria ed incursioni aeree il punto debole della cintura, il Monte Gaztelumendi, dove la barriera aveva una sola linea di difesa.
L'anello venne squarciato definitivamente da un assalto di fanteria supportato da un pesante bombardamento di artiglieria.
La notte del 13 giugno i difensori fecero evacuare la maggior parte della popolazione civile dalla città.
Il 18 giugno generale Ulibarri ritirò le restanti truppe da Bilbao ed i nazionalisti occuparono la città il giorno seguente.